# Ojmjakon
Koordinati:   63°27′39″N, 142°47′09″E
Ojmjakon,[ojmjakón] (rusko Оймякон, jakutsko Өймөкөөн), je naselje v Sibiriji, ki velja za najbolj mrzel kraj na severni polobli.
Ojmjakon je manjše naselje v katerem živi okoli 750 prebivalcev, ki leži okoli 490 km oddaljeno od Ohotskega morja na nadmorski višini 740 mnm v gorski dolini ob reki Indigirki v ruski avtonomni republiki Jakutiji.
Poimenovan je po reki Ojmjakon, katere ime naj bi izviralo iz evenške besede kheium, ki pomeni "nenazmrznjena vodna ploskev; mesto, kjer ribe preživijo zimo".
Dolgo časa je veljal podatek, da je med najbolj mrzlimi naseljenimi kraji na svetu mesto Verhojansk ob reki Jani na severovzhodu Jakutije. Dne 26. januarja leta 1926 pa je Verhojansk izgubil rekord in slavo »tečaja mraza«. Tega dne so v Ojmjakonu, jakutskem naselju ob reki Indigirki namerili (-71,2 °C).
Opomba: Veliki splošni leksikon DZS v knjigi 13 navaja podatek da je Ojmjakon 'zemeljski mrzli tečaj z izjemno nizko zimsko temperaturo (-78 °C).'